# Френк Карлсон
Френк Карлсон (енгл. Frank Carlson; Округ Клауд, 23. јануар 1893 — Конкордија, 30. мај 1987) је био амерички политичар који је служио као тридесети гувернер Канзаса, члан Представничког дома САД и сенатор из Канзаса.